# 27326 Jimobrien
27326 Jimobrien este un asteroid din centura principală de asteroizi.

## Descriere
27326 Jimobrien este un asteroid din centura principală de asteroizi. A fost descoperit pe 2 februarie 2000 la Socorro, New Mexico, în cadrul proiectului LINEAR. Asteroidul prezintă o orbită caracterizată de o semiaxă mare de 2,67 ua, o excentricitate de 0,17 și o înclinație de 6,0° în raport cu ecliptica.